# Redwood Nemzeti Park
A kaliforniai Redwood Nemzeti Park 1968. január 1-jén jött létre a Prairie Creek Redwoods, a Del Norte Coast Redwoods és a Jedediah Smith Redwoods állami parkok összevonásával. Területe 455 km². Elsődleges feladata a világon egyedülálló, csak itt élő parti mamutfenyő (Sequoia sempervirens) megmaradt példányainak megóvása.
A parti mamutfenyő hosszú életére utal latin neve, amelyet egy pozsonyi tudós, Endlicher István adott, és egy nagy tekintélyű indián, Se-Quo-Yah nevéből származik. Bár nem olyan hosszú életű, mint a Sierra Nevadában található rokona, a hegyi mamutfenyő, hiszen „csak” kb. 1500 évig él, de magasabbra nő. A Föld egyik legmagasabb fája a Redwood Nemzeti Parkban álló 600 éves "Tall Tree", Magas Fa, amely 112,11 m, és törzsátmérője 13,5 m. Még nála is magasabb a Sztratoszféraóriás, amely 112,77 m, de a nemzeti park területén kívül, a Humboldt Redwoods Állami Parkban áll. A Föld akkor ismert legmagasabb fájának magasságát 2004-ben mérték meg. Két évvel később azonban a parkban ennél is magasabb fát találtak, a Hyperiont.
A parti mamutfenyő több millió évvel ezelőtt a Földön az egész nedves, mérsékelt égövben elterjedt volt, ahogyan ezt egyes németországi barnaszéntelepeken talált leletek is bizonyítják. Élőhelye később visszaszorult, de pár száz évvel ezelőtt Kalifornia csendes-óceáni partjainál még 700 km hosszú és 20 km szélességet is elérő sávban húzódott. A fehér telepesek megjelenésével elkezdődött a fák kipusztítása, nagyon kemény és ellenálló vörös színű faanyaguk (redwood = vörös fa) rendkívül értékes volt. A 20. század elején megindult szerveződés, a Save the Redwoods League már csak a terület mintegy huszad részén tudta megmenteni a mamutfenyőket.
A parti mamutfenyő élőhelye erősen behatárolt. Ott kezdődik, ahol az óceán sós vize már nem érezteti hatását a talajban. A kaliforniai partvidék rendkívül csapadékos, sokszor van köd, és ez nagyon megfelel a fáknak, hiszen szeretik a tartós nedvességet. Élőhelyük szárazföld felőli határa ott húzódik, ameddig az óceántól a parti köd elér, s ez a sáv mindössze kb. 40 km széles. Nem véletlen, hogy a legnagyobb példányok az óceánhoz közel élnek.
A mamutfenyők tobozai a nedvességben megduzzadnak, és a szorosra záródott pikkelyek nem engedik ki a magokat. Ezért a populáció fennmaradásában fontos szerepet játszottak az erdőtüzek, hiszen a fák ilyen alkalmakkor hullajtják el magjukat, és emellett a tüzek elpusztították az idegen növényeket. Miután a favágók megakadályozták a tüzek terjedését, megakadt a természetes körforgás, és az erdőkben elterjedtek az idegen fajok. Ma már a nemzeti park dolgozói mesterséges erdőtüzekkel segítik a mamutfenyő szaporodását, a természetes ökoszisztéma fennmaradását.
Maga a mamutfenyő-erdő nem túl gazdag állat- és növényfajokban. Az aljnövényzetben kaliforniai rododendron és azálea él. Az emlősöket az igen ritka halásznyest és a pekán képviseli. A folyók halban igen gazdagok. Az ellenálló, kemény fa a rovaroknak és madaraknak nem biztosítja a megfelelő életkörülményeket, így azok kiszorulnak a más fajok alkotta erdőkbe vagy az óceán partjára. Az ősi erdők a park mintegy harmadát borítják, a többi területen különböző fenyőfajokból, juharfákból álló erdők osztoznak. Itt él a vapiti és a fekete medve, az óceán partján tengeri madarak fészkelnek, oroszlán- és borjúfókák alkotnak kolóniákat.

## Külső hivatkozások
- A Redwood Nemzeti Park honlapja Archiválva 2010. augusztus 28-i dátummal a Wayback Machine-ben
- Redwood történelme Archiválva 2013. január 8-i dátummal a Wayback Machine-ben